# La hija del capitán (obra de teatro)
La hija del capitán es una obra de teatro de Ramón María del Valle-Inclán, escrita en 1927.

## Argumento
La Sini  se ve comprometida a mantener relaciones con el General promoviendo así una buena carrera profesional a su padre, el Capitán Sinibaldo Pérez, que sabe y consiente. Se cruza en la historia El Golfante, enamorado de la Sini y que cegado por la pasión se dispone a asesinar al General. Sin embargo, por equivocación acaba con la vida de otra persona, el Pollo de Cartagena. El Golfante y la Sini escapan con información comprometedora para el General que venden a la prensa. Este, acosado por los periódicos, declara un Directorio Militar.

## Publicación y Representaciones
La obra se publica en el diario La Nación de Buenos Aires el 20 de marzo de 1927 y el 28 de julio de ese año en España, en el número 72 de La Novela Mundial. El 6 de agosto fue secuestrada por la Dirección General de Seguridad a instancias del Gobierno, con un comunicado en el que se calificaba la obra como ...un folleto, que pretende ser novela, titulado La hija del capitán, cuya publicación califica su autor de esperpento, no habiendo en aquel ningún renglón que no hiera el buen gusto ni omita denigrar a las clases respetabilísimas a través de las más absurdas de las fábulas. Si pudiera darse a la luz pública algún trozo del mencionado folleto sería suficiente para poner de manifiesto que la determinación gubernativa no está inspirada en un criterio estrecho o intolerable, y sí exclusivamente en el impedir la circulación de aquellos escritos que solo pueden alcanzar el resultado de prostituir el gusto, atentando a las buenas costumbres. La inspiración del General parece quedar inspirada en la Dictadura de Primo de Rivera.
La pieza se incluyó finalmente en la trilogía de Esperpentos Martes de Carnaval, publicada en 1930.
Con motivo del VIII Certamen Nacional de Teatro Universitario, se representó en el Teatro Principal de Zaragoza por el Teatro Español Universitario de dicha ciudad. Se había programado la representación en la final del concurso para el día 10 de marzo de 1964 en Sevilla; sin embargo la representación en esa ciudad finalmente fue prohibida por el gobernador civil de la Provincia.
En 1978 Manuel Collado puso la obra en escena, junto a Las galas del difunto, también de Valle-Inclán, en el Teatro María Guerrero de Madrid, contando en el elenco con María José Goyanes, Pepe Calvo, Ismael Merlo, Manuel Galiana, Margarita García Ortega y Encarna Paso.
En 1995 Mario Gas pone por primera vez en escena las tres obras que integran Martes de carnaval en el Teatro María Guerrero, con Walter Vidarte como El General.
En 2008 se representó para Televisión española, con la participación de Juan Diego, como El Capitán, Juan Luis Galiardo como El General, Antonio Dechent como El Golfante, Lara Grube, como La Sini, Luis Pérezagua, Pilar Bardem y Antonio Gamero entre otros.